# Marshall Rosenberg
Marshall Bertram Rosenberg (Canton, 6 ottobre 1934 – Albuquerque, 7 febbraio 2015) è stato uno psicologo statunitense.
È l'ideatore della comunicazione nonviolenta o CNV o Linguaggio giraffa, un processo di comunicazione che aiuta le persone a scambiare le informazioni necessarie per risolvere i conflitti e le incomprensioni pacificamente. Egli è il fondatore ed ex direttore dei Servizi Educativi per il Centro per la Comunicazione Nonviolenta, un'organizzazione internazionale non-profit da lui fondata nel 1984, che opera in 30 Paesi del mondo.

## Biografia
Nato in Ohio da genitori di origine ebraica, ma cresciuto in un quartiere popolare di Detroit, spesso al centro di forti contrasti razziali tra bianchi, neri e altre etnie, acquisí sul campo l'esperienza per risolvere i conflitti in maniera pacifica, e da questo cominciò il suo lavoro. Allievo dello psicologo umanista Carl Rogers, mise a punto un processo che consiste nel concentrare l'attenzione su ciò che è vivo in noi e negli altri. Abbandonò i metodi professionali psicoterapeutici correnti caratterizzati da distanziamento emotivo, diagnosi e da ruoli gerarchici dottore-paziente trovandoli inefficaci, instaurando invece relazioni di tipo reciproco, genuino ed autentico, che permettessero uno scambio tra le parti.
Rosenberg ha dato vita a numerosi programmi di pace anche in paesi lacerati dai conflitti: Serbia, Croazia, Irlanda del Nord, Medio Oriente, Colombia, Malesia, Indonesia, Burundi, Ruanda, Nigeria, Sierra Leone, Sri Lanka, Israele. In Jugoslavia ha formato decine di migliaia di studenti ed insegnanti tramite un programma finanziato dall'UNESCO. Ha fatto parte del Comitato di patrocinio del Coordinamento internazionale per il Decennio internazionale di promozione di una cultura della nonviolenza e della pace a profitto dei bambini del mondo delle Nazioni Unite.

## Opere dell'autore
Gli scritti sono incentrati sull'insegnamento della Comunicazione nonviolenta:
- Marshall Rosenberg, Nonviolent Communication, PuddleDancer Press, s.l. 1999
- Marshall B. Rosenberg, Le parole sono finestre (oppure muri). Introduzione alla Comunicazione Nonviolenta, 2003, 256 pag., Editore Esserci, ISBN 978-88-87178-10-4
- Comunicazione & Potere, a cura di Vilma Costetti,  2004 ,Edizioni Esserci
- Life-Enriching Education, trad. it. Educazione che arricchisce la vita, 2005, Edizioni Esserci
- Speak Peace, trad. it.  Parlare pace, 2006, Edizioni Esserci
- Being Me, Loving You, Essere me amare te, 2006, Edizioni Esserci
- The Surprising Purpose of Anger, Le sorprendenti funzioni della rabbia, 2006, Edizioni Esserci
- Practical Spirituality, Le basi spirituali della Comunicazione Nonviolenta, 2006, Edizioni Esserci
- Raising Children Compassionately, Crescere i bambini con la Comunicazione Nonviolenta , 2006, Edizioni Esserci
- Le Tue Parole Possono Cambiare il Mondo, Edizioni Esserci
- Preferisci avere Ragione o essere Felice?,Edizioni Esserci
- In Famiglia... quale Comunicazione?,Edizioni Esserci
- Il Linguaggio Giraffa, Edizioni Esserci
- Educazione Reciproca, Edizioni Esserci
- Vivere l'Amore ogni Giorno, Edizioni Esserci
- Educazione che arricchisce la Vita, Edizioni Esserci
- Superare il Dolore tra Noi, Edizioni Esserci
- Educare con la Comunicazione Nonviolenta, Edizioni Esserci
- Relazione di Coppia - CD Audio, Edizioni Esserci
- Insegnare ai Bambini con Empatia, Edizioni Esserci
- Comunicare con Empatia, Edizioni Esserci